# Чернецов, Иван Иванович
Ива́н Ива́нович Чернецо́в (12 октября 1915, с. Кучки, Пензенская губерния — 3 апреля 1988, Пенза) — инженер, руководитель советских научно-исследовательских структур, занимавшихся криптографической защитой информации. Организатор и первый директор Пензенского научно-исследовательского электротехнического института (ПНИЭИ) в 1958—1978 годах, первый генеральный директор Пензенского научно-производственного объединения «Кристалл» в 1971—1978 годах. Лауреат Государственной премии СССР (1973). Герой Социалистического Труда (1976). Почётный гражданин города Пензы (2015, посмертно). Участник Великой Отечественной войны.

## Биография

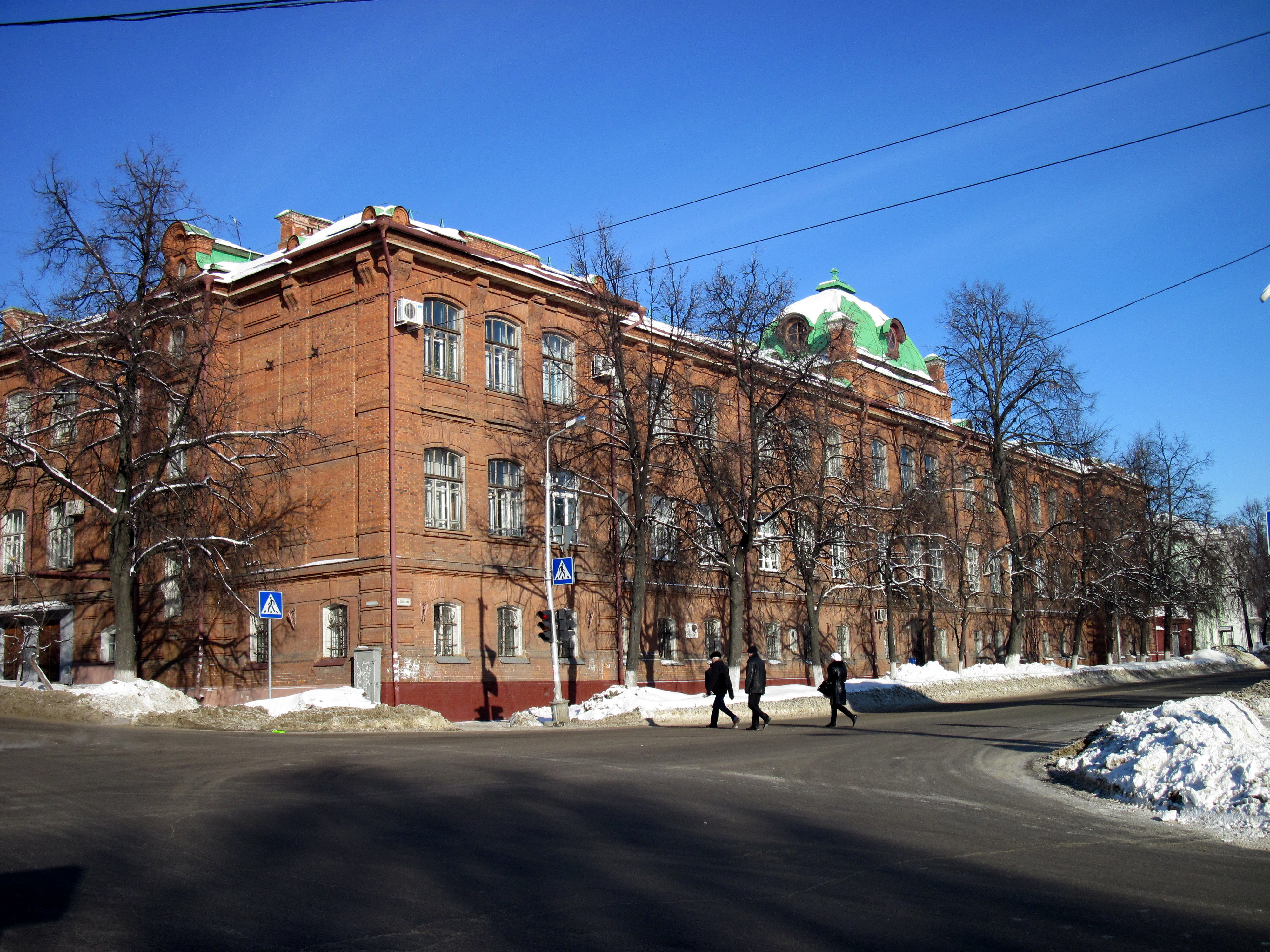
Здание ПНИЭИ в Пензе

После ухода на пенсию жил в г. Пензе.
Скончался 3 апреля 1988 года в г. Пензе на 73-м году жизни.
Похоронен на одной из центральных аллей Новозападного кладбища г. Пензы.

## Награды и звания
- Герой Социалистического Труда (1976).
- Орден Ленина (1976).
- Орден Октябрьской Революции (1971).
- Орден «Знак Почёта» (1966).
- Медаль «В ознаменование 100-летия со дня рождения Владимира Ильича Ленина».
- Медаль «За оборону Кавказа».
- Медаль «За победу над Германией в Великой Отечественной войне 1941-1945 гг.».
- Государственная премия СССР (1973).
- Юбилейная медаль «Двадцать лет Победы в Великой Отечественной войне 1941—1945 гг.»
- Юбилейная медаль «Тридцать лет Победы в Великой Отечественной войне 1941—1945 гг.»
- Знак «Почётный радист СССР».
- Почётный гражданин города Пензы (2015, посмертно).

## Увековечение памяти
После кончины И. И. Чернецова на многоквартирном жилом доме в г. Пензе по ул. Московской, 86, где он жил в 1953—1988 годах, была установлена мемориальная доска в память о нём.
В год 100-летия со дня рождения И. И. Чернецова, 29 мая 2015 года решением Пензенской городской Думы № 167-9/6 ему было присвоено звание «Почётный гражданин города Пензы» (посмертно).
В год 100-летия со дня рождения И. И. Чернецова (2015) на здании Пензенского научно-исследовательского электротехнического института (ПНИЭИ) в г. Пензе по ул. Советской, 9, где он долгое время работал директором, была установлена мемориальная доска в память о нём (скульптор В. А. Трулов).

Памятник на могиле И. И. Чернецова на Новозападном кладбище г. Пензы
Мемориальная доска И. И. Чернецову в г. Пензе (ул. Московская, 86)
Мемориальная доска И. И. Чернецову в г. Пензе на здании ПНИЭИ (ул. Советская, 9), 2015